# Marija Mijot
Marija Mijot, slovenska šivilja, narečna pesnica, pisateljica in dramatičarka, * 23. maj 1902, Sveti Ivan, Trst, † 6. avgust 1994, Sveti Ivan, Trst.

## Otroštvo
Marija je bila rojena v slovenski družini 23. maja leta 1902 pri Svetem Ivanu (italjansko: San Giovanni).Njena mati je bila perica Ivanka Hrovatin, njen oče pa mizar Anton Mijot.Na Ciril-Metodovi šoli je dovršila osnovno šolo in dveletni trgovski tečaj.Ko je imela dvanajst let se je začela prva svetovna vojna. V svetoivansko predmestje je prinesla bedo, lakoto in žalost.Marija je med vojno napisala svoje prve pesmi.Bile so v svetoivanskem narečju. Bile so tako žalostne in brezupne, da sta se z materjo ob branju razjokali in jih soglasno vrgli v ogenj.

## Prve objave
Marija si je že kot otrok želela si je postati učiteljica, vendar zaradi revščine ni mogla nadaljevati študija.Po vojni se je zaposlila kot prodajalka v tržaški prosti luki.Po šestih letih je to službo opustila in se začela preživljati kot šivilja in hišna pomočnica, od česar je živela do smrti.Udeleževala se je različnih večernih tečajev, veliko brala slovensko in rusko literaturo ter bila naročena na slovenske časopise in revije.Kot nadarjena pevka se je štiri leta učila petja na tržaški Ateneo musicale.Pela je v domačem cerkvenem pevskem zboru in v sokolskem pevskem zboru.Od prve svetovne vojne naprej je pisala, vendar svojih del ni objavila. Pisala je vedno v svetoivanskem narečju.Po drugi svetovni vojni so jo prijatelji pregovorili, da je poslala nekaj pesmi v Primorski dnevnik.Tu so jih natisnili. Pohvalil jih je tudi odbor za folkloro pri SAZU. Njenje pesmi so bile kasneje objavljene tudi v Jadranskem koledarju, revijah Zaliv in Dan ter drugih tržaških revijah. Prebirali so jih na Radiu Trst A in Radiu Koper.

## Souze jn smeh
Leta 1962 je izšla pri Založništvu tržaškega tiska v Trstu njena pesniška zbirka Souze jn smeh.V knjigi je bilo 25 pesmi. Marija je o knjigi izjavila, da je hotela prihodnjim rodovom ohraniti nekdanje vzdušje, navade in običaje, ki naglo tonejo v pozabo.Spremno besedo je knjigi napisal pisatelj Vladimir Bartol.Knjiga je doživela tak uspeh, da jo je Založništvo tržaškega tiska leta 1969 ponatisnilo. Marija je novi izdaji dodala 39 novih pesmi, med drugimi tudi nekaj pesmi za otroke.Uvod je napisal Vladimir Bartol.Jedro knjige so pesmi o naravi in človeku in o nekdanjem življenju pri Sv. Ivanu. Tu je zajela vsakdanje življenje v hiši, na dvorišču, na njivah, perice ob potoku, bedenje pri mrliču, pustovanje, semenj, kresovanje, pogovore babic o vsem, kar se je dogajalo v vasi.Njene otroške pesmi so napisane v zelo preprostem jeziku.

## Poznejše življenje
Poleg poezije je pisala tudi dramatiko.Tudi ta je bila napisana v v svetoivanskem slovenskem govoru.Po drugi svetovni vojni se je posvečala tudi obnovi kulturnega življenja pri Svetem Ivanu.Pri tržaškem društvuSlavko Škamperle je pela, igrala in vadila telovadbo.Bila je tudi vaditeljica telovadbe in nameščenka v tržaški študijski knjižnici.Umrla je 6. avgusta leta 1994 v Svetem Ivanu.

## Izdana dela
- Betuon (drama)[8]
- Dva vinska bratca in nočne prikazni (enodejanka)[8]
- Mandrjerke se pričkajuo: slike iz življenja svetoivanskih strin (drama)[8]
- Slika iz življenja svetoivanksih manderjerjev (drama)[8]
- Na izletu (drama)[8]
- Souze jn smeh (poezija, 1962)[8]
- Souze jn smeh (poezija, 1969)[8]
- Lučke. Božična balada (poezija, 1969)[8]
- Lučke. Na božično viljo pad kaminan: (slika mandrjarjev) (poezija, 1969)[8]
- Kar naprej trajati : šest tržaških pesnikov (poezija, 1994)[8]
- Otroške pesmi in dramski prizori (razne literarne vrste, 2012)[8]